# Björn von Sydow
Pour les articles homonymes, voir Von Sydow.
Björn Gustaf von Sydow, né le 26 novembre 1945 à Solna, est un homme politique suédois.

## Biographie
Membre du Parti social-démocrate suédois des travailleurs, il est ministre de la Défense de 1997 à 2002.
De 2002 et 2006, il est le président de la Diète suédoise.

## Distinctions
- Ordre de la Croix de Terra Mariana de première classe